# Csáklyásférgek

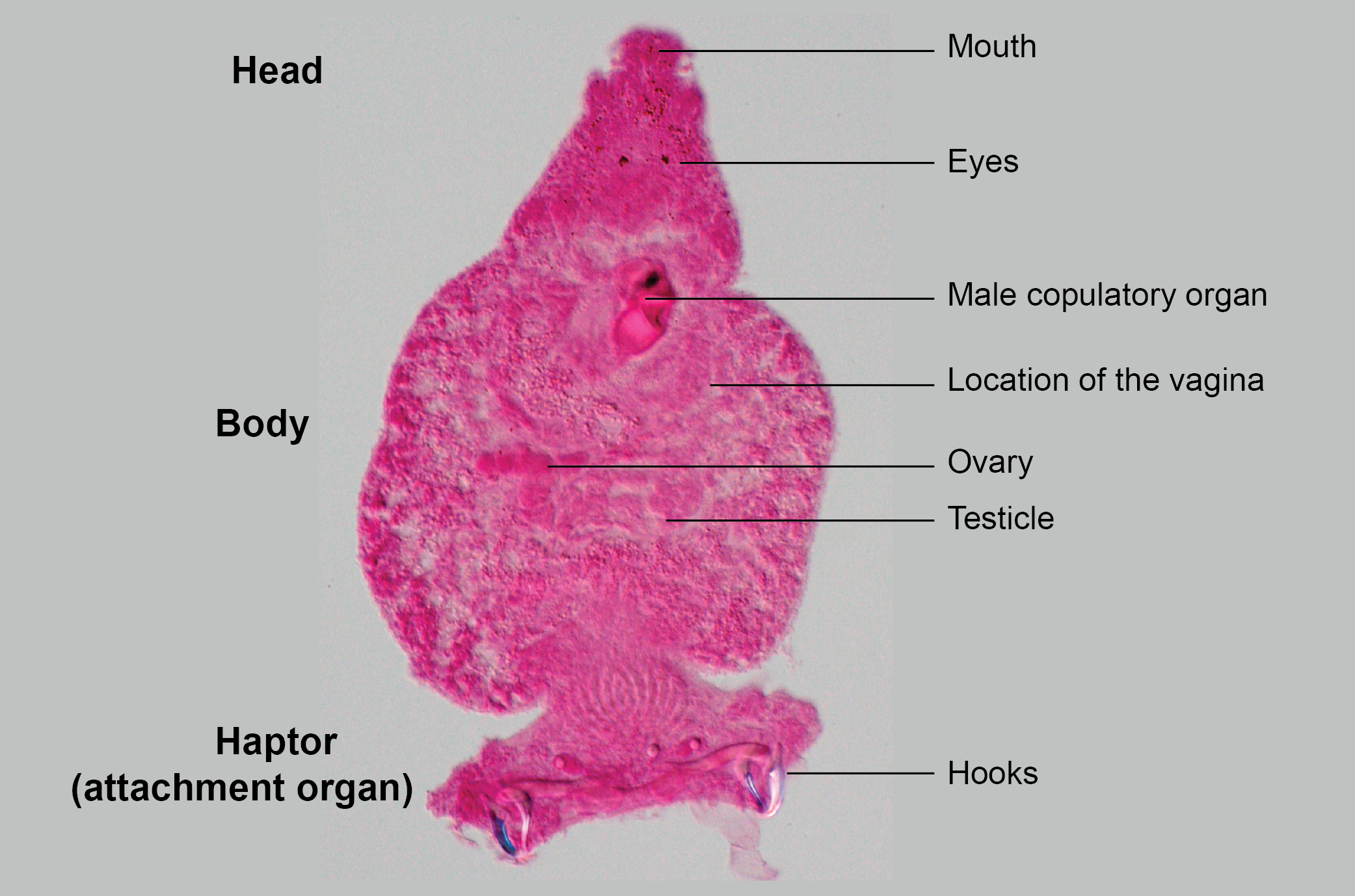
Pseudorhabdosynochus morrhua testrészei (angolul)

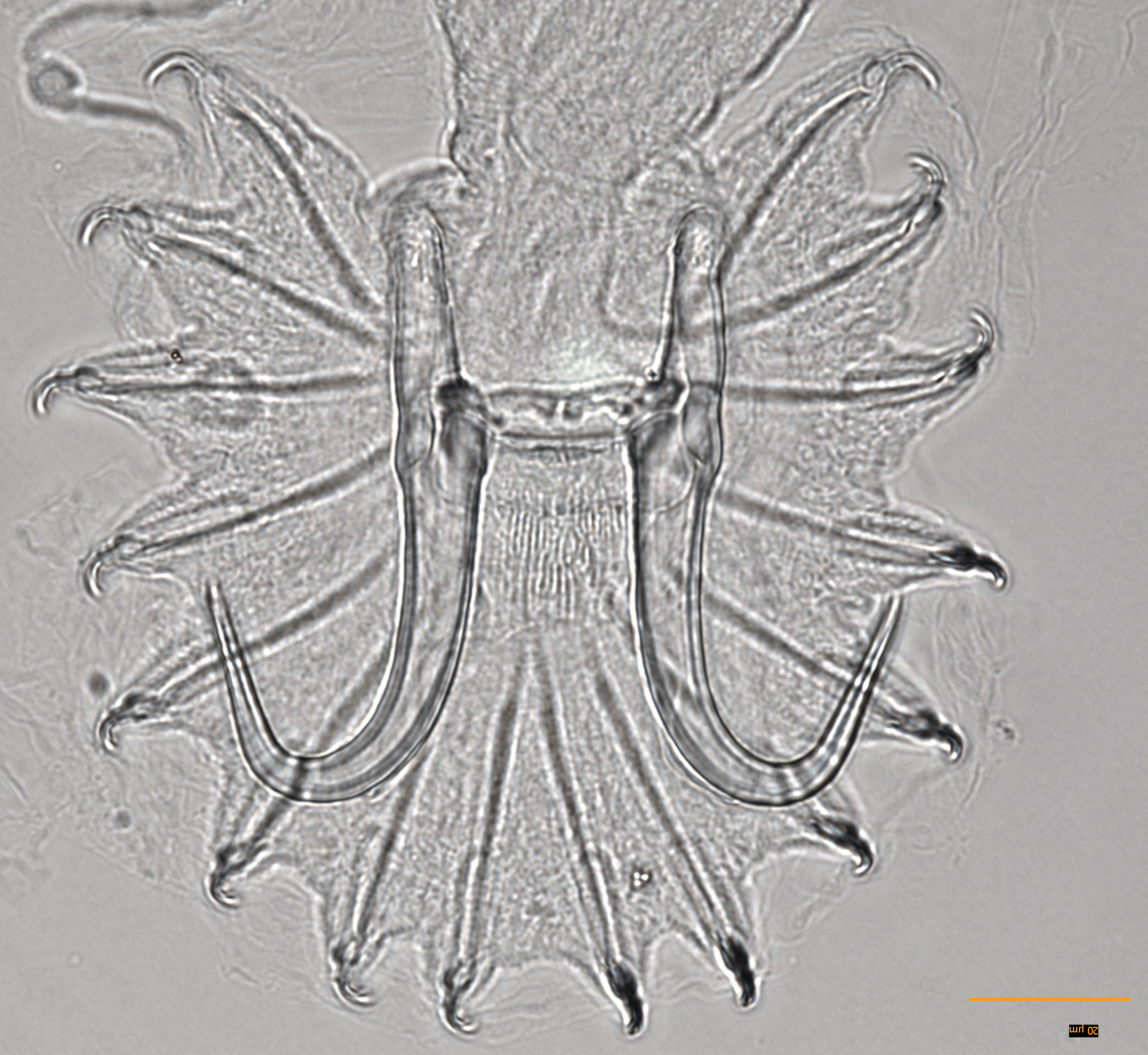
Gyrodactylus alexanderi hátsó tapadószerve 1 pár horgonnyal (hamulus) és peremén a 16 horoggal

A csáklyásférgek (Monogenea) a laposférgek (Platyhelminthes) törzsének egyik osztálya több mint ezer ismert fajjal. A galandférgek (Cestoda) testvércsoportja. A két csoportot egyes rendszerekben horgasférgek néven közös taxonba vonják össze.

## Származásuk, elterjedésük
Gyakori és kozmopolita taxon; képviselői megtalálhatók gyakorlatilag mindenhol, ahol halak élnek.

## Megjelenésük, felépítésük
Megnyúlt, lapított, mozgékony testük általában csak 1–2 mm hosszú. Kültakarójuk (a neodermisz) felépítése a mételyekével (Trematoda) azonos.
Nevüket onnan kapták, hogy testvégeiken a jó kapaszkodás érdekében kapaszkodó szervek alakultak ki:
- feji tapadószerv (prohaptor) és

- farki tapadószerv (opisthaptor).

Ezeken lehetnek kisebb-nagyobb kitines horgok, kampók, csappantyúk, esetleg szívókák. Az egyes fajok vizuálisan a központi és szegélyhorgok száma, alakja és mérete alapján különíthetők el. Egyesek taxonoknál, például a kopoltyúféreg fajokban (Dactylogyrus spp.) a feji tapadószerv redukált vagy hiányzik.
Ugyancsak fajonként változó a bélcsatornájuk felépítése. Ez jellemzően hosszúkás, izmos garattal kezdődik. Nyelőcsövük rendszerint kettéágazik (ritkábban egyágú) úgy, hogy ezek az ágak csak kevés fajban ágaznak tovább. A két ág a test vége felé többnyire vakon végződik, ritkábban egyesül. A kiválasztó szervrendszer két nefridiopórusa a fejük közelében nyílik a külvilágra (Bakonyi et al.).
Idegrendszerük a mételyekénél egyszerűbb. Nincsenek dorzális idegtörzseik és sok toxonban a laterálisak is hiányoznak, tehát gyakran csak a két ventrális ág van meg. A lárváknak és rendszerint a kifejlett alakoknak is van egy-két pár szemfoltja; egyes taxonokban ezek összeolvadtak (Állatrendszertan).
Primer lárvaalakjuk testvégén egy összetett rögzítőhorgas testszakasz (cercomer) van, amely 16 horoggal rögzíti a férget gazdaállatához (Állatrendszertan).

## Életmódjuk, élőhelyük
Valamennyi fajuk parazita; a külső élősködők többen vannak, mint a belsők. Előbbiek többnyire halakon, (nyálkahalakon, porcoshalakon, csontoshalakon) ritkábban más víziállatokon (kalmárokon, rákokon, kétéltűeken, teknősökön, vízilóféléken) telepszenek meg, sós és édes vizekben egyaránt.
Elsősorban az édesvízi és tengeri halak kopoltyúján és testfelszínén élnek, de néhány faj a halak, kétéltűek és a teknősök húgyhólyagjában élősködik. A gazdaállat sejtjeit és/vagy testfolyadékát izmos garatjukkal szívják fel (Bakonyi et al.).
Érzékszerveik gyengén fejlettek. Általában vannak mechano- és kemoreceptoraik, egyes fajoknak szemfoltjai, illetve pigmentkehelyszemei is.
Minden fajuk hímnős; a legtöbbnek van párzószerve (cirrus). A petefészkek száma mindig páratlan. A petevezetéken gyakran van ondótartály (receptaculum seminis). Egyes fajoknak van méhe (uterus); ez rövid, kevés petét tartalmaz (Bakonyi et al.).

### Szaporodásuk
Életciklusuk egyszerű. Az egyes férgeknek egy gazdaállata van, tehát köztes gazdára nincs szükségük. A megtermékenyítés általában kölcsönös. A petéből horgokat is viselő, rövid életű csillós lárva (oncomiracidium) bújik ki. Ennek testfelszínét haránt csillókötegek boríthatják és gyakran látószerve is van. Felkeresi a leendő gazdaállatot, és a testvég horgaival megkapaszkodik rajta. Az ezután következő metamorfózissal elveszti csillóit és gyakran látószerveit is, miközben kialakul a fajra jellemző tapadószerve. A kopoltyúférgek gazdaspecifikusak, tehát többnyire csak egy fajt vagy annak közeli rokonait képesek megtámadni (Bakonyi et al.).
Egyes taxonokban, így a Sphyranura nem fajainál a szabadon úszó lárvaalak kimarad.Több taxon — például a bőrférgek (Gyrodactylidae)  fajainak többsége — elevenszülő (Állatrendszertan).

## Gazdasági jelentőségük
Természetes viszonyok között általában nem okoznak komoly problémát gazdaállataiknak, a zsúfolt tartott halakban elszaporodva — például a  halgazdaságokban, akváriumokban — komolyabb károkat okozhatnak. A kopoltyún megtelepedő paraziták akadályozzák a gázcserét, kapaszkodásukkal és táplálkozásukkal roncsolják a hámsejteket. A szervezet igyekszik a behatolót tokkal körülvéve elszigetelni, ezért a megtámadott területen a hámsejtek burjánzani kezdenek. A sérült kopoltyúlemezek letöredeznek és velük lepotyog a férgek egy része is. Ez tovább károsítja a hámréteget és vele a hasznos légzőfelületet. A paraziták toxikus anyagokat is termelnek, ami fokozza a hámréteg nyálkaleadását, és a vastagabb nyálkaréteg tovább rontja a gázcserét. Már kevés parazita is kaput nyithat kórokozó mikroorganizmusoknak (Bakonyi et al.).

## Rendszertani felosztásuk
Az osztályt két alosztályra, illetve öregrendre bontják:
- Egyszerű tapadószervűek (Monopisthocotylea) öt renddel:
  - Capsalidea rend,
  - kopoltyúférgek rendje (Dactylogyridea),[1]
  - bőrférgek rendje (Gyrodactylidea),[2]
  -  Monocotylidea rend,
  - Montchadskyellidea rend;

- Összetett tapadószervűek (Polyopisthocotylea) négy renddel:
  - Chimaericolidea rend,
  - Diclybothriidea rend
  - Mazocraeidea rend,
  - Polystomatidea rend;